# Tundra-Nenzische Grammatik
Dieser Artikel gibt einen Überblick über die Grammatik der Tundra-Nenzen. Die Tundra-Nenzische Sprache wird in Zentralrussland gesprochen und gehört mit der Wald-Nenzischen Sprache zur samojedischen Sprachfamilie. Sie unterscheidet sich stark genug vom Wald-Nenzischen Dialekt, um von einigen Sprachforschern als eigene Sprache aufgefasst zu werden.

## Transkription
Die Transkription für diesen Artikel folgt der Transkription von Nikolaeva (2014). Sie ist bis auf wenige Ausnahmen phonetisch. Die Palatalisierung von Konsonanten wird mit markiert. Die extra langen Vokale sind í und ú. æ kann auch als Diphthong ausgesprochen werden. ° wird für ein sehr kurzes Schwa verwendet. q und h sind der glottale Plosiv, h kann dabei nasalisiert werden. y entspricht [j] im IPA.

## Typologie
Das Tundra-Nenzische ist geprägt von einem hohen Grad von agglutinierender Synthese. Die meisten Wörter weisen mehr als einen morphologischen Marker auf, wobei einige dieser Marker eine mit einzelnen Wörtern indoeuropäischer Sprachen vergleichbare semantische Funktionen erfüllen. So werden beispielsweise Besitzverhältnisse, die in indoeuropäischen Sprachen typischerweise durch Pronomina ausgedrückt werden (mein, dein etc.), im Tundra-Nenzischen durch Possessivsuffixe wiedergegeben.

## Nomen
Morphologische Merkmale werden im Tundra-Nenzischen durch Suffixe an den Nomen markiert. Markierte Kategorien sind Kasus, Numerus, Besitzer und eine meist als Destinativ bezeichnete Kategorie. Das Nenzische besitzt die drei Numeri Singular, Dual und Plural. Der Singular ist unmarkiert und wird für einzelne zählbare Objekte, nicht zählbare Abstrakta und Massenomen verwendet. Der Dual tritt nur bei den als grammatisch bezeichneten Kasus auf. Die Possessivmarkierung richtet sich in Person und Numerus nach dem Besitzer. Der Destinativ tritt üblicherweise nur mit Possessivmarkierungen auf und drückt eine zukünftige oder ehemalige Beziehung aus, wie zum Beispiel in "mein zukünftiger Ehemann" oder "unser ehemaliger Bürgermeister".

### Kasus
Das Tundra-Nenzische unterscheidet sieben verschiedene Kasus, die in grammatische und lokale Kasus unterteilt werden. Zu den grammatischen Kasus gehören Nominativ, Akkusativ und Genitiv, zu den lokalen Dativ, Lokativ, Ablativ und Prolativ.
|           | Singular  | Dual       | Plural   |
| --------- | --------- | ---------- | -------- |
| Nominativ | ŋəno      | ŋəno-x°h   | ŋəno-q   |
| Akkusativ | ŋəno-m    | ŋəno-x°h   | ŋənu     |
| Genitiv   | ŋəno-h    | ŋəno-x°h   | ŋəno-q   |
| Dativ     | ŋəno-n°   |            | ŋəno-x°q |
| Lokativ   | ŋəno-xəna | ŋəno-xəqna |          |
| Ablativ   | ŋəno-xəd° | ŋəno-xət°  |          |
| Prolativ  | ŋənu-wəna | ŋənu-qməna |          |

### Pronominalsystem
Personalpronomen beziehen sich auf Menschen, in begrenztem Umfang auf Tiere, nie aber auf unbelebte Objekte. Das Pronominalsystem unterscheidet drei Personen, die in allen drei Numeri vorkommen, jedoch nur in den drei grammatischen Kasus.
|    | Nominativ | Nominativ | Nominativ | Akkusativ | Akkusativ | Akkusativ | Genitiv | Genitiv    | Genitiv   |
| Sg | Du        | Pl        | Sg        | Du        | Pl        | Sg        | Du      | Pl         |           |
| -- | --------- | --------- | --------- | --------- | --------- | --------- | ------- | ---------- | --------- |
| 1. | mən'°     | mən'ih    | mən'aq    | s'iqm'i   | s'id°n'ih | s'id°naq  | s'iqn°  | s'id°qn'ih | s'id°qnaq |
| 2. | pidər°    | pid°r'ih  | pid°raq   | s'it°     | s'id°d'ih | s'id°daq  | s'it°   | s'id°t'ih  | s'id°taq  |
| 3. | pida      | pid'ih    | pidoh     | s'ita     | s'id°d'ih | s'id°doh  | s'ita   | s'id°t'ih  | s'id°toh  |

### Possessivmarkierung
Die Possessivmarkierung drückt (vergleichbar mit den Possessivpronomen europäischer Sprachen) ein Besitzverhältnis zwischen dem markierten Wort und einer Person aus. Welches Affix verwendet wird, hängt von Person und Numerus des Besitzers ab:
|    | Sg                 | Du    | Pl   |
| -- | ------------------ | ----- | ---- |
| 1. | -m'i / -w° / -m'ih | -m'ih | -waq |
| 2. | -r°                | -r'ih | -raq |
| 3. | -da                | -t'ih | -doh |

Das Possessivaffix steht nach dem Kasusaffix des Nomens.
|      |    | Singular       | Dual             | Plural          |
| ---- | -- | -------------- | ---------------- | --------------- |
| NOM  | 1. | ŋəno-m'i       | ŋəno-m'-ih       | ŋəno-w-aq       |
| NOM  | 2. | ŋəno-r-°       | ŋəno-r'-ih       | ŋəno-r-aq       |
| NOM  | 3. | ŋəno-d-a       | ŋəno-d'-ih       | ŋəno-d-oh       |
| AKK  | 1. | ŋəno-m'i       | ŋəno-m-t-ih      | ŋəno-w-aq       |
| AKK  | 2. | ŋəno-m-t-°     | ŋəno-m-t'-ih     | ŋəno-m-t'-ih    |
| AKK  | 3. | ŋəno-m-t-a     | ŋəno-m-t'-ih     | ŋəno-m-t-oh     |
| GEN  | 1. | ŋəno-n-°       | ŋəno-n'-ih       | ŋəno-n-aq       |
| GEN  | 2. | ŋəno-n-t-°     | ŋəno-n-t'-ih     | ŋəno-t-aq       |
| GEN  | 3. | ŋəno-n-t-a     | ŋəno-n-t'-ih     | ŋəno-n-t-oh     |
| DAT  | 1. | ŋəno-xə-n-°    | ŋəno-xə-n'-ih    | ŋəno-xə-n-aq    |
| DAT  | 2. | ŋəno-xən-t-°   | ŋəno-xən-t'-ih   | ŋəno-xən-t-aq   |
| DAT  | 3. | ŋəno-xən-t-a   | ŋəno-xən-t'-ih   | ŋəno-xən-t-oh   |
| LOC  | 1. | ŋəno-xəna-n-°  | ŋəno-xəna-n'-ih  | ŋəno-xəna-n-aq  |
| LOC  | 2. | ŋəno-xənan-t-° | ŋəno-xənan-t'-ih | ŋəno-xənan-t-aq |
| LOC  | 3. | ŋəno-xənan-t-a | ŋəno-xənan-t'-ih | ŋəno-xənan-t-oh |
| ABL  | 1. | ŋəno-xəd°-n-°  | ŋəno-xəd°-n'-ih  | ŋəno-xəd°-n-aq  |
| ABL  | 2. | ŋəno-xədən-t-° | ŋəno-xəd°n-t'-ih | ŋəno-xəd°n-t-aq |
| ABL  | 3. | ŋəno-xədən-t-a | ŋəno-xəd°n-t'-ih | ŋəno-xəd°n-t-oh |
| PROL | 1. | ŋəno-wəna-n-°  | ŋəno-wəna-n'-ih  | ŋəno-wəna-n-aq  |
| PROL | 2. | ŋəno-wənan-t-° | ŋəno-wənan-t'-ih | ŋəno-wənan-t-aq |
| PROL | 3. | ŋəno-wənan-t-a | ŋəno-wəna-t'-ih  | ŋəno-wənan-t-oh |

## Verben

### Konjugation
Verben werden nach Zeit und Modus flektiert; ferner kongruieren sie in Numerus und Person mit dem Subjekt sowie im Numerus mit dem Objekt. Je nach betrachtetem Verb wird das reflexive oder aber das subjektive Paradigmen der Subjektkongruenz verwendet.
|    | reflexiv | reflexiv  | reflexiv | subjektiv    | subjektiv     | subjektiv    |
| Sg | Du       | Pl        | Sg       | Du           | Pl            |              |
| -- | -------- | --------- | -------- | ------------ | ------------- | ------------ |
| 1. | teyə-w°q | tey°-n'ih | tey°-naq | mənc°raə-d°m | mənc°ra°-n'ih | mənc°ra°-waq |
| 2. | teyə-n°  | tey°-d'ih | tey°-daq | mənc°raə-n°  | mənc°ra°-d'ih | mənc°ra°-daq |
| 3. | tey°-q   | teyə-x°h  | teyə-d°q | mənc°ra°     | mənc°raə-x°h  | mənc°ra°-q   |

Kongruenz mit einem Objekt im Singular wird nicht als solche kenntlich, verändert jedoch das Subjektsuffix.
|    | Sg Objekt | Sg Objekt | Sg Objekt | Du Objekt    | Du Objekt      | Du Objekt     | Pl Objekt | Pl Objekt  | Pl Objekt |
| Sg | Du        | Pl        | Sg        | Du           | Pl             | Sg            | Du        | Pl         |           |
| -- | --------- | --------- | --------- | ------------ | -------------- | ------------- | --------- | ---------- | --------- |
| 1. | meə-w°    | me°-m'ih  | me°-waq   | meŋa-xəyu-n° | meŋa-xəyu-n'ih | meŋa-xəyu-naq | me-yə-n°  | me-y°-n'ih | me-y°-naq |
| 2. | meə-r°    | me°-r'ih  | me°-daq   | meŋa-xəyu-d° | meŋa-xəyu-d'ih | meŋa-xəyu-daq | me-yə-d°  | me-y°-d'ih | me-y°-daq |
| 3. | me°-da    | me°-d'ih  | me°-doh   | meŋa-xəyu-da | meŋa-xəyu-d'ih | meŋa-xəyu-doh | me-y°-da  | me-y°-d'ih | me-y°-doh |

#### Tempus und Modus
Im Indikativ gibt es fünf verschiedene Zeiten:
- Präsens markiert andauernde, gewöhnliche oder bei perfektiven Verben gerade geschehenes (aorist) und wird nicht durch ein eigenes Suffix markiert.
- Präteritum wird durch das Suffix -s'ə markiert, das nach den Vereinbarungsaffixen steht, und beschreibt vergangene Ereignisse.
- Futur wird durch die Suffixe -tə oder -ŋko markiert und beschreibt Ereignisse in der unmittelbaren oder entfernten Zukunft.
- Habitiv wird durch das Suffix -s'ətə markiert und beschreibt Situationen, die entweder periodisch auftreten oder generisch und zeitlos sind.
- Zukunft-in-der-Vergangenheit trägt eigentlich einen modalen Bedeutungsteil bei (irrealis), wird aber oft als Zeitform analysiert, da sie formal zum Tempusparadigma gehört. Die Form konnotiert die Apodosis der Irrealis oder eine nicht realisierte Situation in der Vergangenheit. Das entsprechende Suffix ist -s'ə.

In den anderen 15 Modi werden nicht unbedingt alle Zeiten markiert.
- Der Imperativ existiert nur in der zweiten Person und verwendet eigene Vereinbarungssuffixe. Er hat die typischen direktiven Bedeutungen.

|    | kein Objekt | Sg Objekt  | Dual Objekt      | Plural Objekt | Reflexiv  |
| -- | ----------- | ---------- | ---------------- | ------------- | --------- |
| 1. | xada-q      | xada-d°    | xada-xəyu-n°q    | xada-n°q      | te-d°q    |
| 2. | xadaə-d'ih  | xadaə-r'ih | xadaŋa-xəyu-d'ih | xadaə-y°-d'ih | tey°-d'ih |
| 3. | xadaə-daq   | xadaə-raq  | xadaŋa-xəyu-daq  | xadaə-y°-daq  | tey°-daq  |

- Der Hortativ existiert nur in der ersten Person und wird durch -xə markiert. Er denotiert adhortative Aussagen.
- Der Jussiv, oder Optativ, kommt nur in der dritten Person vor und wird durch -ya markiert. Er wird für erlaubende Aussagen verwendet.
- Der Subjunktiv kann sowohl in der Gegenwarts- als auch in der Vergangenheitsform vorkommen und wird durch -yi vor den Vereinbarungsaffixen markiert. In der ersten Person wird ein Versprechen ausgedrückt, die zweite Person ist vergleichbar mit einem abgeschwächten Imperativ, und die dritte Person ein "sollen". Wird der Subjunktiv in der Vergangenheit verwendet, wird ein starker Wunsch über zukünftige Ereignisse ausgedrückt.
- Der Apprehensiv wird durch das Affix -rəwa nach dem lexikalischen Stamm markiert. Zumeist wird er dafür verwendet, Zukunftsbefürchtungen zum Ausdruck zu bringen.
- Der Necessetativ wird mit -pc(')u markiert (wobei der initiale Konsonant oft nicht realisiert wird) und bringt in der ersten und dritten Person eine Erwartung an zukünftige Ereignisse zum Ausdruck, während er in der zweiten Person ähnlich verwendet wird wie der Permissiv.
- Der Potential wird mit -pc(')aqxiə markiert und wird in der ersten Person für Versprechen, in der zweiten für Hoffnungen und in der dritten für Möglichkeiten verwendet.
- Der Inferentielle Modus wird mit einer grammatikalisierten Form der Perfektaffix -miə in der prädikativen Funktion gebildet. Der Modus kommt in allen fünf Zeiten vor und wird analog zum Indikativ verwendet, drückt aber inferierte Ereignisse anstelle von selbst beobachteten Gegebenheiten aus.
- Der Reportativ wird mit dem Marker -rəxamíə geformt und wird verwendet, um etwas durch Hören-Sagen Bekanntes zu berichten.
- Der Interrogativ, markiert durch -s(')a kommt nur in der Vergangenheitsform vor und wird für Fragen über die Vergangenheit verwendet.
- Der Dubitativ wird mit dem Affix -wan°ŋkəb'a gebildet und wird häufig für Aussagen verwendet, über deren Wahrheitsgehalt der Sprecher sich nicht sicher ist, bzw. sie eher in Frage stellt.
- Der Probabilitativ kann in der Vergangenheit, Gegenwart und Zukunft verwendet werden. Gebildet wird er im Präsens mit dem komplexen Affix -n(')aqxiə oder -t(')aqxiə, im Präteritum mit -meəqxiə. Der Sprecher bringt damit zum Ausdruck, dass das Gesagte nicht mit Sicherheit wahr ist.
- Um eine höhere Wahrscheinlichkeit als den Probabilitiv auszudrücken, wird der mit -rəxa gebildete Approximativ verwendet.
- Der Reputativ wird bei rhetorischen Fragen verwendet, deren Wahrheitswert angezweifelt wird. Er wird mit dem Affix -məna gebildet.
- Der Debitiv ist ein historisch junger Modus, dessen Bildung auf Zukunftspartizipien basiert. Er wird für deontische Aussagen verwendet, für die man im Deutschen den Futur verwenden würde, wie zum Beispiel in "Sie wird jetzt in Bielefeld sein".

### Nicht-finite Verbformen
Nicht-finite Verbformen sind Verbformen, die nie oder selten das einzige Prädikat im Satz sind, also nur in Abhängigkeit zu anderen Komponenten auftreten. Außerdem weisen sie selten Vereinbarung mit dem Subjekt und nie mit dem Objekt auf.
- Von den Partizipien gibt es vier: das imperfektive, das perfektive, das Zukunfts- und das Negativpartizip. Das imperfektive Partizip wird mit -n(')a, bzw. -t(')a gebildet und beschreibt typischerweise eine dependente Handlung die simultan zur Haupthandlung geschieht. Das perfektive Partizip wird mit -miə gebildet und situiert die dependente Handlung vor der Haupthandlung. Das Zukunftspartizip wird mit dem Suffix -mənta gebildet und drückt Zukunfts- oder Modalbedeutungen aus. Das Negativpartizip, gebildet mit dem Suffix -mədawe(y(ə)) beschreibt die Negation der zuvor geschehenen dependenten Handlung.
- Aktionsnominale sind Nominalisierungen ganzer Sätze und denotieren dependente Propositionen wie Fakten oder Ereignisse. Das imperfektive Aktionsnominal wird mit -m(')a gebildet, das perfektive mit -(o)qm(')a. Das imperfektive AN beschreibt eine simultane oder spätere Situation, das perfektive eine vorhergehende.
- Konverben sind vergleichbar mit den Gerundien im Englischen, tragen aber im Gegensatz zu Aktionsnominalen keine Kasussuffixe. Sie werden mit -s'ə gebildet.
- Der Konditional wird verwendet, um adverbiale Bedeutungen auszudrücken oder um dependente Fragen zu bilden. Im Präsens wird er mit dem Suffix -pəq gebildet und mit -pəqnan zum emphatischen Präsens. Die Futurform wird mit dem Präsenskonditional eines Futurverbs gebildet. Alle Formen sind über Possessivaffixe mit dem Subjekt vereinbart.
- Der Auditiv könnte als Modus analysiert werden, da er aber keine reflexive oder Objektvereinbarung möglich ist, wird er formal als nicht-finit verstanden. Ähnlich zu den Konditionalformen werden die Vereinbarungssuffixe aus dem Possessivparadigma gewählt, wobei die erste Person nicht vorzukommen scheint. Der Marker des Auditiv ist -m(an)oh. Er wird verwendet, um deutlich zu machen, dass das Gesagte durch Höreindrücke bekannt wurde, im Gegensatz zum Normalfall, bei dem das Gesagte gesehen wurde.
- Wie in vielen anderen uralischen Sprachen werden Sätze periphrastisch mit einem Hilfsverb negiert. Die für das lexikalische Verb verwendete Verbform ist der Konnegativ, der durch eine Suffigierung von -q gebildet wird.

## Einfache Sätze

### Wortstellung
Die Standardwortstellung ist SOV, wobei sie ähnlich wie im Deutschen nicht fest ist.

### Prädikativsätze
Prädikativsätze haben grundsätzlich verbfinale Wortstellung. Das Subjekt steht im Nominativ und das Verb wird entweder nach dem subjektiven oder reflexiven Paradigma flektiert.

### Interrogativsätze
Das Verb in Fragesätzen steht im Allgemeinen im Präsens-Indikativ, wenn über vergangene Situationen gefragt wird, wird jedoch der Interrogativ verwendet. Die wichtigsten Fragewörter sind xíb'a (wer), ŋəmke (was), xurka (was für ein/-e), xən'ana (wo), s'an° (wie viel/-e), s'ax°h (wann), xənc'er°q (wie), und xən'aŋi° (welche/-r/-s). Die Wörter für "wer" und "was" werden wie Substantive verwendet, "welche/-r/-s" und "was für ein/-e" wie Adjektive, und die restlichen wie Adverbien. Eine Umstellung des Satzes findet bei nicht statt. Ja-Nein-Fragen unterscheiden sich syntaktisch nicht von den entsprechenden Aussagen, werden aber mit steigender Intonation auf der letzten und vorletzten Silbe gesprochen.

### Negation
Negation wird periphrastisch mit dem Auxiliar n'i- gebildet, wobei das lexikalische Verb im Konnegativ steht.